# 62 (tal)
62 (sextiotvå) är det naturliga talet som följer 61 och som följs av 63.
- Hexadecimala talsystemet: 3E
- Binärt: 111110
- Delbarhet: 1, 2, 31, 62
- Primtalsfaktorisering: 2 · 31
- Antal delare: 4
- Summan av delarna: 96

## Inom matematiken
- 62 är ett jämnt tal.
- 62 är ett extraordinärt tal
- 62 är ett kvadratfritt tal
- 62 är ett semiprimtal
- 62 är ett aritmetiskt tal
- 62 är ett Ulamtal.
- 62 är ett palindromtal i det kvinära talsystemet.

## Inom vetenskapen
- Samarium, atomnummer 62
- 62 Erato, en asteroid
- M62, klotformig stjärnhop i Ormbäraren, Messiers katalog